# Le strade di Torino
Le Strade di Torino è un album discografico del gruppo musicale italiano Statuto, pubblicato nel 2006 dalla Venus Dischi.

## Il disco
È l'undicesimo disco, il primo live, per gli Statuto, e contiene tutte le hit storiche della band, più alcune canzoni del primo EP "Torino Beat", datato 1986, come "Rabbia Mod" e "Viva l'Italia", registrate il 16 ottobre 2004 al Teatro Juvarra di Torino.

## Tracce
CD1:
1. Un Passo Avanti
2. 6-8-1945 Bombe su Hiroshima
3. Laura
4. Non Cambiare Mai
5. I Campioni Siamo Noi
6. Invito a una Festa
7. Come Me
8. Voglio Te
9. Bella Come Sei
10. Cos'è
11. Sole Mare
12. Vattene Sceriffo
13. Saluti dal Mare
14. Grande
15. Vacanze
16. Io Dio
17. Ghetto
18. Ragazzo Ultrà
19. Piera
20. Abbiamo Vinto il Festival di Sanremo
21. Qui Non C'è il Mare

CD2:
1. Coriandoli a Natale (Restagno)
2. Pugni Chiusi
3. Piazza Statuto
4. Torino È la Mia Città
5. Borghesi
6. Wipe Out
7. Rabbia mod (rat race)
8. Viva Italia (Concrete jungle)

## Formazione
- Oscar Giammarinaro - Oskar - cantante
- Giovanni Deidda - Naska - batteria
- Antonio Abate - basso
- Valerio Giambelli - Mr.No - chitarra